# Off-the-Record Messaging
Off-the-Record Messaging (OTR) je kryptografický protokol, který zprostředkovává šifrování pro instant messaging. OTR používá kombinaci symetrické šifry s 128bitovou délkou klíče, Diffieho-Hellmanovu výměnu klíčů a hashovací funkci SHA-1. Kromě autentizace a šifrování, OTR poskytuje dopřednou bezpečnost a ohebnou bezpečnost.
Primární motivací protokolu bylo poskytnout autentizaci s možností zamítnutí pro účastníky konverzaci při zachování konverzace v tajnosti, jako soukromý rozhovor v reálném životě, nebo rozhovor mimo záznam v žurnalistice. To je v kontrastu s kryptografickými nástroji, které produkují výstup, který může být později použit jako ověřitelný záznam komunikace a identity jejích účastníků.
Protokol OTR byl navržen Ianem Goldbergem a Nikitou Borisovem a byl vydán dne 26. října 2004. Ti poskytují klientskou knihovnu s cílem usnadnit podporu pro instant messaging vývojáře, kteří chtějí implementovat protokol. Existují pluginy Pidgin a Kopete které umožňují použít OTR v průběhu jakékoliv komunikace při používání IM protokolu, který je podporovaní Pidginem a Kopetem. Pidgin a Kopete nabízí funkci automatické detekce, která spustí OTR relaci s lidmi, kteří mají funkci povolenou, aniž by zasahoval do ostatních nešifrovaných rozhovorů.

## Historie
OTR byl představen v roce 2004 Nikitou Borisovem, Ianem Avrum Goldbergem a Erikem A. Brewerem jako vylepšení přes OpenPGP a S/MIME system na “Workshop on Privacy in the Electronic Society” (WPES). První verze 0.8.0 referenční implementace byla zveřejněna dne 21. listopadu 2004. V roce 2005 byla analýza prezentována Mariem Di Raimondem, Rosariem Gennarem a Hugem Krawczykem, kteří upozornili na několik zranitelností a navrhli vhodné opravy. V důsledku toho verze 2 protokolu OTR, zveřejněna v roce 2005, implementovala navrhované změny které navíc umožnily skrýt veřejné klíče. Kromě toho, 2. verze protokolu umožňovala fragmentovat OTR zprávy, za účelem vypořádat se s chatovacími systémy, které měly limitovanou velikost zprávy a jednodušší způsob ověřování proti útokům man-in-the-middle. Namísto porovnávání kontrolních součtů klíčů, pro ověření shodnosti tajné hodnoty je použit Socialist Millionaires' Protocol (SMP), založený na řešení matematického „problému socialistického milionáře“.
3. verze protokolu byla zveřejněna v roce 2012. Jako opatření proti opakování znovuzavedení relace v případě, že bude několik uživatelů chatovat pomocí stejné uživatelské adresy ve stejný čas, byla ve 3. verzi přidána více precizní identifikace pro odesílání a přijímání klientských instancí. Kromě toho je v protokolu zajištěný další klíč, který může být použitý pro další datový kanál.
Bylo navrženo několik řešení pro podporu konverzací s více účastníky. Způsob navržený v roce 2007 Jiangem Bianem, Remzim Sekerem a Umitem Topalogluem využívá systém jednoho účastníka jako “virtuální server”. Tato metoda se nazývá “Multi-part Off-the-Record Messaging” (mpOTR), která byla zveřejněna v roce 2009 pracuje bez pomocí centrálního hosta pro správu a byla představena v aplikaci Cryptocat Ianem Goldbergem. V roce 2013 byl zaveden tzv. Signal protocol, který je založen na OTR Messaging a Silent Circle Instant Messaging Protocol (SCIMP). Její hlavní funkce byla zavedení podpory pro asynchronní komunikaci (“offline zprávy”), dále přinesla lepší práci s promíchaným pořadím zpráv a jednodušší podporu pro konverzace s více účastníky. Rozšíření OMEMO, které bylo zavedeno v klientovi pro Android XMPP nazvaném Conversations v roce 2015, integruje Double Ratchet Algoritmus použitý v instant messaging protokolu XMPP (“Jabber”) a také podporuje šifrování pro přenos souborů. V podzimu roku 2015 byly předloženy nadací XMPP Standards Foundation standardy pro standardizaci.

## Podporovaní IM klienti
- ICQ Originální klient, podpora pomocí OTRProxy
- Adium (Mac OS X) má nativní podporu
- Pidgin (Cross-platform, dříve Gaim), s oficiálním pluginem dostupném na domácí stránce OTR[8]
- Jitsi
- Kopete (Unix-like) s pluginem[9]
- mICQ 0.5.4
- Miranda IM (Microsoft Windows), s pluginem[10]
- Trillian (Microsoft Windows) s pluginem[11]
- CenterIM[12] (fork Centericq) má nativní podporu (v git repozitáři)
- mcabber,[13] konzolový klient pro XMPP má od verze 0.9.4 podporu OTR.